# 瓦尔兰库尔莱帕
瓦尔兰库尔莱帕（法語：Warlincourt-lès-Pas，法語發音：[waʁlɛ̃kuʁ lɛ pa]，意为“帕附近的瓦尔兰库尔”）是法国上法蘭西大區加来海峡省的一个市镇，属于阿拉斯区。

## 地理
瓦尔兰库尔莱帕（50°10'25"N, 2°30'20"E）面积5.19 平方千米，位于法国上法蘭西大區加来海峡省，该省份为法国北部沿海省份，西北濒北海，南至索姆省，东临北部省。
与瓦尔兰库尔莱帕接壤的市镇（或旧市镇、城区）包括：索尔蒂、戈迪昂普雷、格兰库尔莱帕、阿图瓦地区帕、吕舍。
瓦尔兰库尔莱帕的时区为UTC+01:00、UTC+02:00（夏令时）。

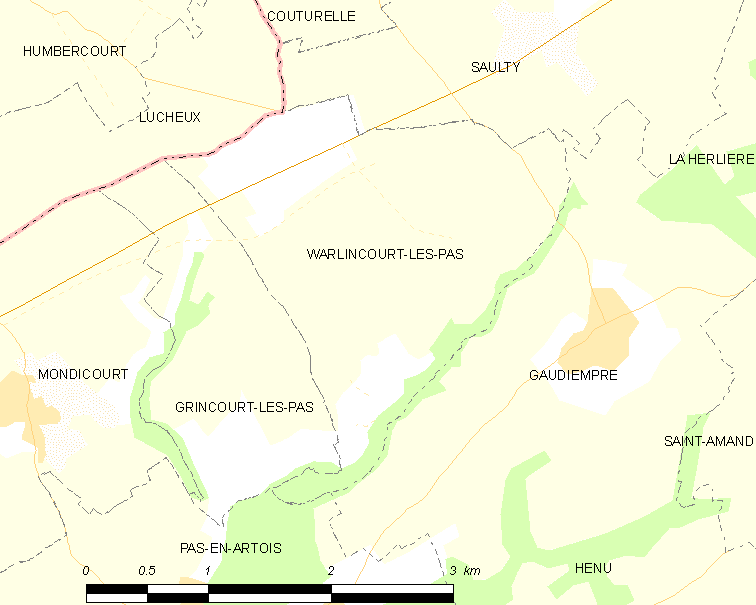
瓦尔兰库尔莱帕的OSM定位图

## 行政
瓦尔兰库尔莱帕的邮政编码为62760，INSEE市镇编码为62877。

## 政治
瓦尔兰库尔莱帕所属的省级选区为阿韦讷勒孔特县。

## 人口

1962-2008年间瓦尔兰库尔莱帕人口变化图示

瓦尔兰库尔莱帕于2022年1月1日时的人口数量为165人。